# りょうけん座矮小銀河II
りょうけん座矮小銀河II(Canes Venatici II Dwarf Galaxy)は、りょうけん座の方角にある矮小楕円体銀河である。2006年にスローン・デジタル・スカイサーベイのデータから発見された。太陽からは約15万パーセク離れており、約130km/sの速度で向ってきている。楕円形（軸比 ~ 2:1）で、光が半減する半径は約74+14
−10パーセクである。
りょうけん座矮小銀河IIは、銀河系の伴銀河では最も小さく最も暗いものの1つであり、合計の光度は太陽光度の約8000倍（絶対等級は約-4.9）であり、典型的な球状星団よりもずっと暗い。しかし、質量は250万太陽質量もあり、質量光度比は約340である。質量光度比の大きさは、かみのけ座矮小銀河IIは暗黒物質に占められていることを意味する。
りょうけん座矮小銀河IIを構成する恒星は、120億歳以上の古い恒星が多い。金属量は、[Fe/H] ≈ −2.19 ± 0.58ととても低く、重元素の量が少なくとも太陽の150分の1以下であることを示している。この銀河の恒星は、恐らく宇宙でも最初期に形成されたものである。現在は、りょうけん座矮小銀河IIの中で星形成は行われていない。また、これまで中性水素原子は検出されておらず、存在するとしても上限は14000太陽質量である。